# Association contre les usines d'animaux
L'Association contre les usines d'animaux (ACUSA) (en allemand : Verein gegen Tierfabriken Schweiz, VgT) est une association suisse de protection des animaux fondée le 4 juin 1989.

## Description
L'association Verein gegen Tierfabriken Schweiz (VgT) est fondée le 4 juin 1989 par Erwin Kessler (de). Son siège est à Tuttwil, localité de Wängi en Thurgovie. Revendiquant quelque 30 000 membres, elle s'intéresse en particulier aux animaux de rente et combat l'importation de fourrure et l'abattage rituel des animaux. La section romande, l'Association contre les usines d'animaux (ACUSA), est créée au printemps 1996. Sa responsable jusqu'à fin 2005 est Susanna Wachtl.
L'association publie depuis 1993 un bulletin d'information intitulé Tierschutz-Nachrichten, puis VgT-Nachrichten en allemand et ACUSA-News en français. En plus des membres de l'association et des abonnés, le bulletin est distribué gratuitement à tous les habitants de diverses régions de la Suisse, l'aire de distribution variant d'une édition à l'autre.

## Activités
L'association a pour particularité de prendre des photos chocs des conditions de vie des animaux et de rendre publics les noms et adresses des éleveurs concernés.
Elle a fait l'objet d'une plainte en 2006 pour racisme et antisémitisme,.